# Alexis Love
Pour les articles homonymes, voir Love.
Alexis Love est une actrice américaine de films pornographiques née le 7 avril 1988 à Sacramento en Californie. Elle a été Pet of the Month du magazine Penthouse en mai 2008. Elle a été l'invitée du Maury Show en 2007. Elle a également été danseuse au Sapphire de New York.

## Filmographie sélective
- 2006 Girls Playing with Girls
- 2006 No Man's Land 42
- 2007 No Man's Land Latin Edition 9
- 2007 Facade
- 2008 Girl Girl Studio 7: Keana Does L.A.
- 2009 Young Mommies Who Love Pussy 4
- 2010 Pink Pleasures
- 2011 Teens Love Toys
- 2012 Obscene Teens
- 2013 Mommy's Girl

## Distinctions
Récompenses
Nominations
- 2008 : AVN Award : Best New Starlet
- 2008 : AVN Award : Best Threeway Sex Scene (G/G/B) – Facade (avec Daisy Marie et Jean Val Jean)
- 2008 : FAME Award : Favorite Female Rookie
- 2008 : XRCO Award : Cream Dream
- 2009 : AVN Award : Best All-Girl Couples Sex Scene – Girl Girl Studio 7 (avec Tristan Kingsley)
- 2009 : FAME Award : Most Underrated Star
- 2009 : XRCO Award : Cream Dream